# MSC Euribia
Die MSC Euribia ist ein 2023 fertiggestelltes Kreuzfahrtschiff der Reederei MSC Cruises. Sie ist das dritte Schiff der Meraviglia-Plus-Klasse und das erste, das mit LNG betrieben werden kann.

## Geschichte

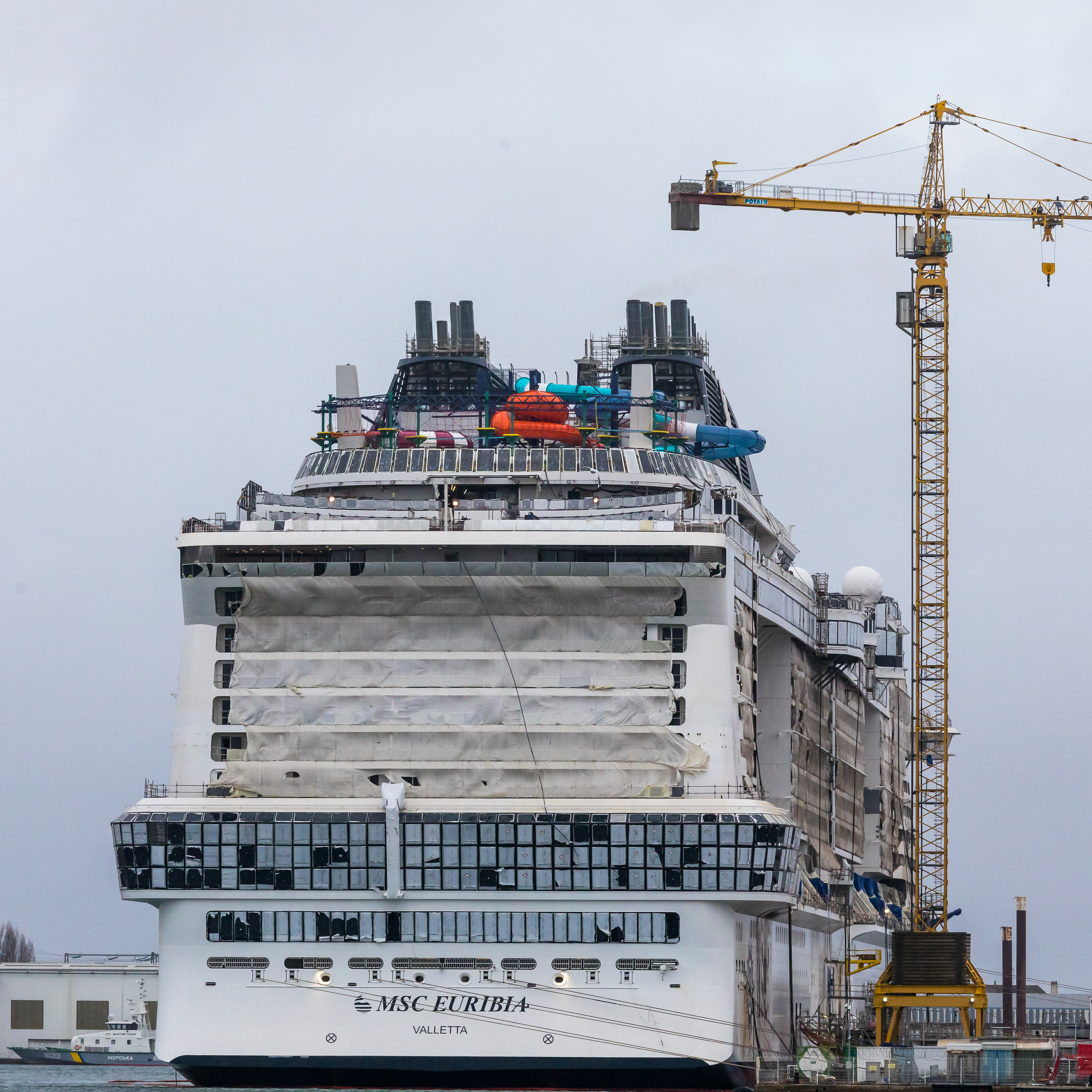
Heckansicht der MSC Euribia in ihrer Bauphase, Dezember 2022

Die MSC Euribia wurde am 2. Dezember 2021 (am selben Tag wie das Aufschwimmen der MSC World Europa) unter der Baunummer V34 in der Werft von Chantiers de l’Atlantique in Saint-Nazaire auf Kiel gelegt und im Juni 2022 ausgedockt. Die Maschinenraumsektion entstand im Jahr 2021 bei der Crist-Werft in Polen und wurde schwimmend nach Frankreich überführt. Im Juni 2022 wurde sie ausgedockt.
Nach der Ablieferung an MSC Cruises am 31. Mai 2023 verließ sie am 3. Juni 2023 ihre Bauwerft in Richtung Amsterdam. Nach einem dortigen Zwischenstopp und der Schiffstaufe mit Taufpatin Sophia Loren in Kopenhagen legte das Schiff am 10. Juni am Ende seiner Taufreise in Kiel an, von wo aus es seit 2023 in der Sommersaison für Kreuzfahrten nach Norwegen eingesetzt wird.
Die MSC Euribia ist die dritte Einheit der Meraviglia-Plus-Klasse, eine vergrößerte Version der älteren Meraviglia-Klasse. Ihre Schwesterschiffe sind die MSC Grandiosa und die MSC Virtuosa, die beide in der Tonnage etwas kleiner sind.

## Ausstattung
Die nach Eurybia benannte MSC Euribia kann mit LNG betrieben werden. Zudem verfügt sie über ein modernes Abwasseraufbereitungssystem, durch das unter anderem verhindert werden soll, dass Meeresorganismen von einem Meeresgebiet in ein fremdes transportiert werden. Als erstes Schiff der Reederei besitzt es zudem eine Rumpfbemalung des deutschen Künstlers Alex Flämig mit dem Hashtag #savethesea. Zu den Passagiereinrichtungen an Bord gehören fünf Poolbereiche, eine zweistöckige, überdachte Promenade mit Boutiquen, Restaurants und Bars, ein Kinderclub sowie ein Spa-Bereich. Zur Unterhaltung an Bord gibt es ein Theater, ein Casino sowie einen Aquapark mit mehreren Wasserrutschen an Deck.